# 聖馬科斯德羅克查克區
聖馬科斯德羅克查克區（西班牙語：Distrito de San Marcos de Rocchac），是秘魯的一個區，位於該國中南部萬卡韋利卡大區的塔亞卡哈省，始建於1961年6月7日，面積281.71平方公里，海拔高度3,182米，2005年人口3,101，人口密度每平方公里11人。